# Warhawk (jogo eletrônico de 2007)
Warhawk é um jogo multiplayer de tiro em terceira pessoa, com combate entre veículos e naves é desenvolvido pela Incognito Entertainment exclusivamente para o PlayStation 3. É um remake de um jogo de guerra aérea do mesmo nome, um título lançado originalmente para PlayStation. Foi o primeiro jogo para PlayStation 3 a estar disponível tanto para download na PlayStation Network como em Blu-Ray. Existe também uma demo gratuita para download disponível na PlayStation Network. Para os Estados Unidos, as versões Blu-Ray e PlayStation Network foram lançadas em 28 de agosto de 2007. A versão PlayStation Network da Europa, Austrália e Japão, foi lançada  entre o dia 30 de agosto e outubro de 2007. A versão Blu-ray Disc foi lançada na Austrália e na Europa em 20 de setembro e 21 de setembro de 2007, respectivamente, mas não foi lançado no Japão. 
Warhawk foi inicialmente destinado a ter tanto single-player e o modo multiplayer , contudo, o elemento de único jogador durante o desenvolvimento foi cancelado devido a preocupações de que era inferior ao modo componente multiplayer. O jogo foi lançado com cinco mapas (cada um com cinco configurações possíveis) e quatro tipos de jogos, Deathmatch, Team Deathmatch, Zonas e capturar a bandeira. Após a 1/4 atualização, o número de tipos de jogos aumentou para seis, com a adição do modo Hero e Collection. Warhawk teve uma recepção positiva pelos revisores.

## Jogabilidade
Warhawk primariamente é baseado em tiro em primeira pessoa fixado em uma ficção, entre a guerra perpétua dos exércitos Eucadian e Chernovan (equipe azul e equipe vermelha). 
Existem dois veículos originais na terra , um jipe e um tanque, e um "Armored Personnel Carrier" é adicionado pela expansão Operação: Broken Mirror . Existem dois veículos originais  aéreos, o Warhawk e Nemesis (que só são cosmeticamente diferentes), ambos de 9 aviões que podem usar armas. A  expansão Omega Dawn acrescenta uma dropship, e a expansão Fallen Star  adiciona um jetpack. Existem três torres à disposição do jogador. O jogo usa o PlayStation 3 controladores Sixaxis o e DUALSHOCK 3. O jogo pode ser configurado para fazer uso desses controladores como sensor de movimentos função que permite que os agentes controle as aeronaves e os veículos terrestres inclinando o controlador em direções diferentes em vez dos métodos convencionais de utilizar o D-pad ou analógico. No entanto, um regime de controle tradicionais é a opção padrão. Warhawk oferece o modo multiplayer online e offline. Offline permite 1 a 4 jogadores splitscreen (sem bots). Já o modo Online permite funções de até 32 jogadores no combate, com a capacidade de ter até 4 jogadores a usar um PlayStation 3 no modo de ecrã dividido,(não-classificado em servidores que permitem isso). Os Jogadores 2/4 pode entrar ou sair do jogo enquanto o jogo está em andamento. 
O jogo usa medalhas e recompensas, que são concedidos para certas tarefas. A partir de uma atualização de Firmware 1.50, o jogo suporta troféus, que serão utilizados no serviço online PlayStation Home. Jogadores também têm a possibilidade de personalizar os seus personagens com armadura e esquadrão marcações, esquemas de tinta para os Warhawk, e outros acessórios. Mais opções de personalização são desbloqueado quando o jogador aumenta o nível de  categoria. Warhawk também permite a criação de clãs, que podem participar em eventos e competições on-line. O jogo possui moderadores que ficam encarregados de monitorar o jogo. Eles são capazes de punir jogadores de várias formas, tais como um aviso de e-mail , um post no fórum , um pontapé, ou proibição temporário/permanente. Os moderadores de Warhawk também pode solicitar que os status de Warhawk's sejam apagados.

## Links
- Official Warhawk site
- Ad free promotional video
- Warhawk Stats - Site with all coverage on ranks, awards, points, maps and tips
- myhawk.org Community web site with statistics and player ranks
- Warhawk profile page